# Veldhondstong
De veldhondstong (Cynoglossum officinale) is een tweejarige plant uit de ruwbladigenfamilie (Boraginaceae). Ze is kortharig-grijs behaard en heeft een onaangename muisachtige geur.
Gedurende het eerste jaar vormt de plant met haar bladen een bladrozet; pas in het tweede jaar vormt ze stengels waaraan de naar beneden gerichte rode tot blauwe bloempjes verschijnen. Deze bloeistengels zijn 60-90 cm hoog. De bloei is van mei tot en met juli. De stekelige deelvruchtjes kunnen blijven haken in de vacht van dieren of kleding van mensen en zo worden verspreid.

## Verspreiding
De veldhondstong komt vooral voor op droge stikstofhoudende grond, zoals op dijkhellingen en in de duinen. De grond dient kalkrijk en licht basisch te zijn.
De soort komt voor in de gematigde streken van Europa en Azië; in Noord-Amerika is de plant ingevoerd. In Nederland en België is de plant algemeen in de duinen aan de kust. Daarbuiten is ze zeldzaam, maar wat vaker te zien aan de rand van kalkgraslanden, al dan niet als gevolg van begrazingsprojecten.

## Gebruik
De plant bevat alkaloïden en wordt als giftig beschouwd voor paarden en vee. Veldhondstong is in de volksgeneeskunde gebruikt als wondheelmiddel. Omdat het aanwezige pyrrolizidinalkaloïde ook voor mensen giftig is, dient de plant niet inwendig gebruikt te worden.

## Afbeeldingen

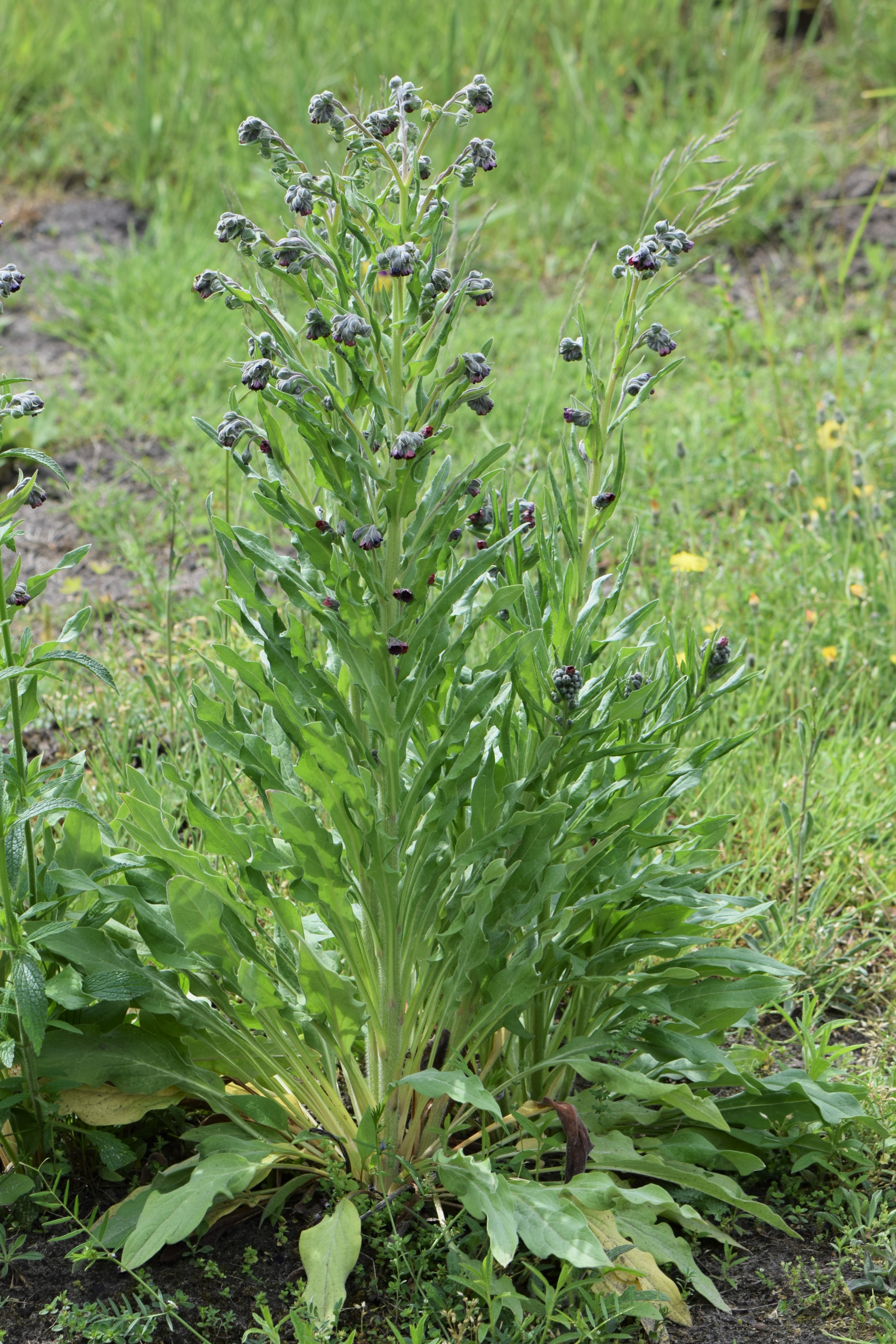
Plant
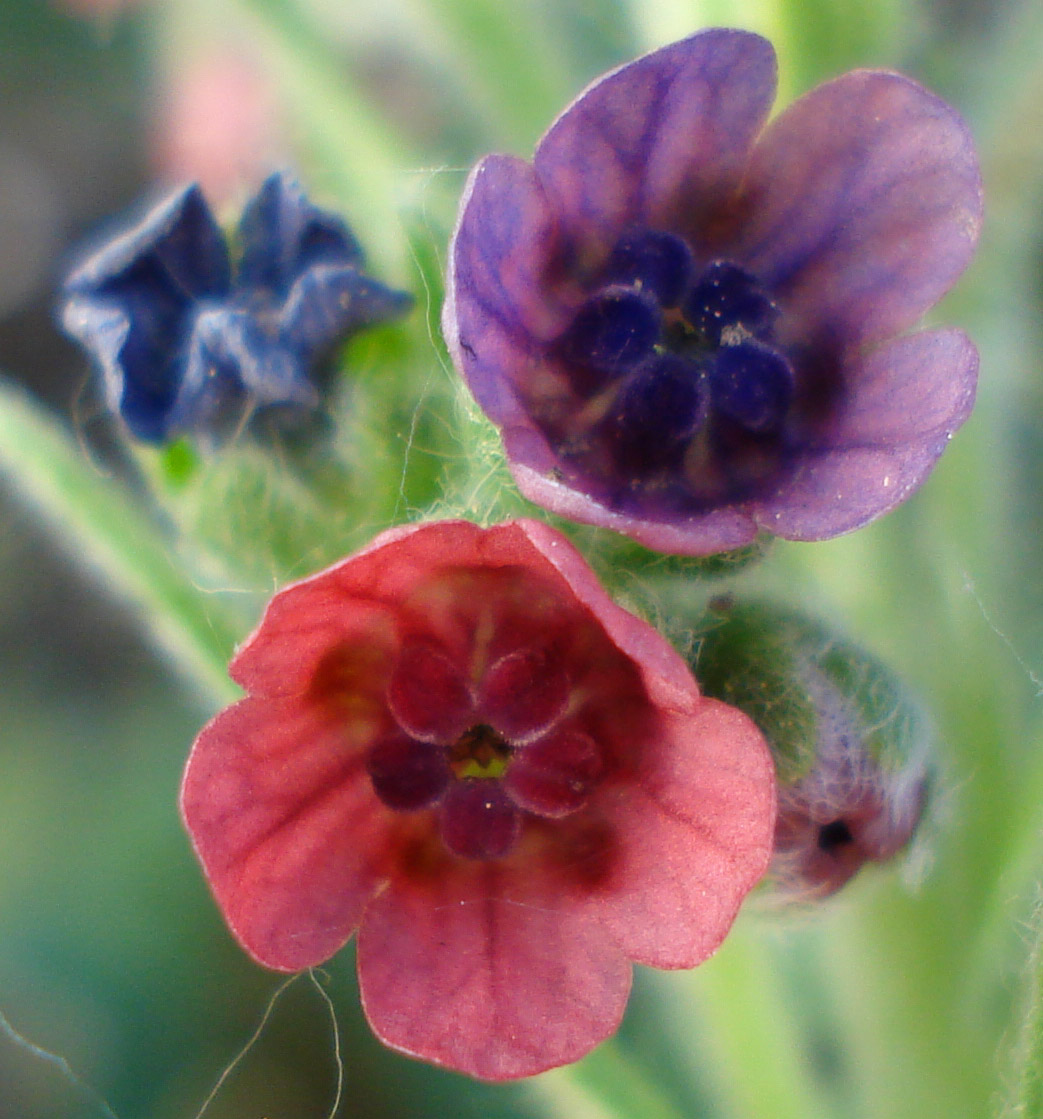
Bloem
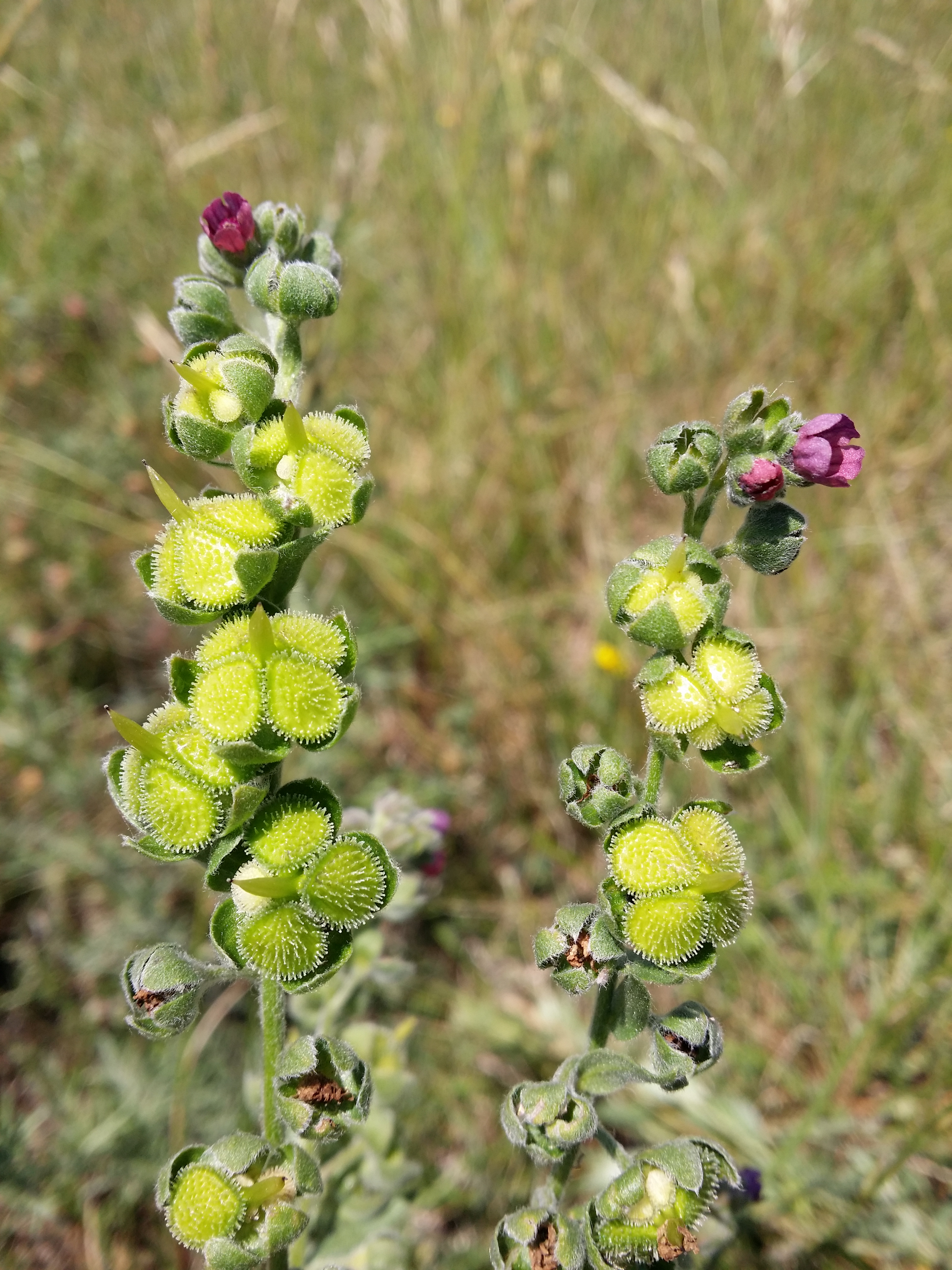
Vruchten met hakende stekels